# Endoscopie chirurgicale
L'endoscopie chirurgicale est une méthode d'exploration visuelle médicale de l'intérieur (endon en grec) d'une cavité inaccessible à l'œil utilisée pour l'intervention chirurgicale (pour le diagnostic on parle simplement d'endoscopie). L'instrument utilisé, appelé endoscope, est composé d'un tube optique muni d'un système d'éclairage. Lorsqu'il est couplé à une caméra vidéo, il peut retransmettre l'image sur un écran.

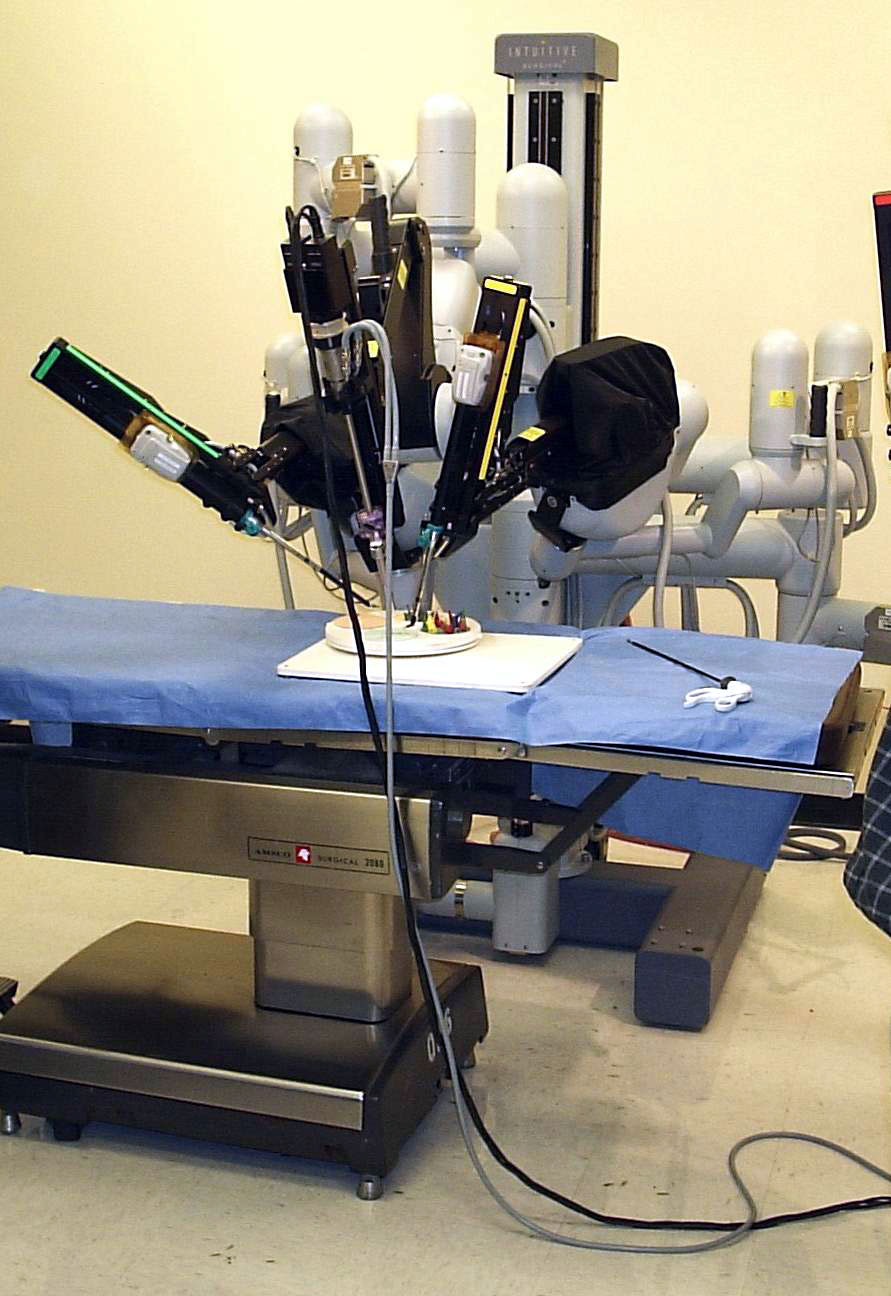
Le chariot de patient (patient-side cart) du système chirurgical Da Vinci avec ses instruments robotiques, fabriqué par Intuitive Surgical.

Elle est utilisée dans des interventions aussi variées que l'ablation d'un ménisque, d'une tumeur de la vessie, de polypes (de l'estomac, du côlon, des fosses nasales…), l'ablation d'une hypertrophie de la prostate, le traitement de certains cas de stérilité, etc. Elle est également employée en urgence, par exemple lors d'une hémorragie digestive pour coaguler les vaisseaux qui saignent, ou pour retirer des corps étrangers dans les bronches ou l'œsophage. Les applications les plus courantes de l'endoscopie opératoire sont celles de la cavité abdominale (cœliochirurgie) et des articulations (arthroscopie).
L'endoscopie chirurgicale évite les incisions de paroi et leurs éventuelles complications (abcès de paroi, désunion de cicatrice). Moins agressive que la chirurgie classique, elle provoque moins de lésions des tissus et se révèle moins gênante pour le malade, qui récupère plus rapidement. En revanche, elle comporte des risques de perforation d'organes et nécessite un appareillage important et coûteux, un personnel formé et des chirurgiens ou médecins entraînés.

## Cœliochirurgie
La cœliochirurgie est une technique chirurgicale permettant d'intervenir sous endoscopie dans la cavité abdominale. Elle est l'extension à la chirurgie d'une technique diagnostique, la cœlioscopie (examen des organes abdominaux et prélèvement éventuel par endoscopie). Elle a d'abord été utilisée sur l'appareil génital de la femme, puis a été étendue à d'autres organes (foie, estomac, pancréas, côlon, vessie…).
En gynécologie et obstétrique, la cœliochirurgie permet de traiter certaines formes de stérilité par la libération d'adhérences (accolements anormaux de deux tissus) formées autour des trompes ; elle est utilisée dans certaines affections des ovaires ou de l'utérus (ablation de kystes des ovaires ou de fibromes de l'utérus par exemple). Dans le cas d'une grossesse extra-utérine, la cœlioscopie établissant le diagnostic est parfois suivie d'une intervention durant laquelle le chirurgien, enlève soit l'œuf lui-même, soit la trompe de Fallope si son état ne permet pas la conservation. Elle permet également d'effectuer des interventions plus lourdes (ablation de l'utérus pour des maladies bénignes ou cancéreuses, traitement du prolapsus génital, prélèvement de ganglion en chirurgie cancérologique), ces interventions sont soit entièrement réalisées par cœliochirurgie, soit par une association de cœliochirurgie et de chirurgie par voie vaginale (association que l'on appelle laparoscopico-vaginale).
Sur les viscères abdominaux, la cœliochirurgie permet l'ablation de la vésicule biliaire, de l'appendice, l'extraction des calculs de la voie biliaire principale, le traitement des hernies hiatales (situées au niveau du bas-œsophage), ou encore, en chirurgie cancérologique, pour retirer des ganglions afin de les analyser.

### Technique
La cœliochirurgie se pratique sous anesthésie générale. Le chirurgien introduit avec une aiguille du gaz carbonique au niveau du nombril ou sous les côtes du côté gauche du corps. L'objectif est de créer un espace gazeux éloignant la paroi des viscères et permettant la manipulation des instruments. Un instrument en forme de poinçon (trocart) est introduit à travers une incision effectuée au niveau du nombril, afin de pouvoir faire passer l'endoscope.
D'autres incisions sont réalisées pour d'autres instruments : pince tractrice, ciseau électro-coagulateur (en vue d'obtenir une coagulation locale), matériel de suture ou de ligature, aspiration, irrigateur. Lorsque l'intervention est terminée, le gaz s'évacue spontanément par les ouvertures, et les orifices de la peau sont suturés.

## Thoracoscopie
Au niveau du thorax, la cœliochirurgie, appelée thoroscopie ou pleuroscopie, permet de soigner certaines lésions pulmonaires telles qu'un épanchement de liquide ou d'air dans la plèvre (la membrane qui recouvre presque complètement le poumon) et de réaliser des interventions sur l'œsophage.

## Chirurgie endoscopique en urologie

### Chirurgie endoscopique de l'urètre

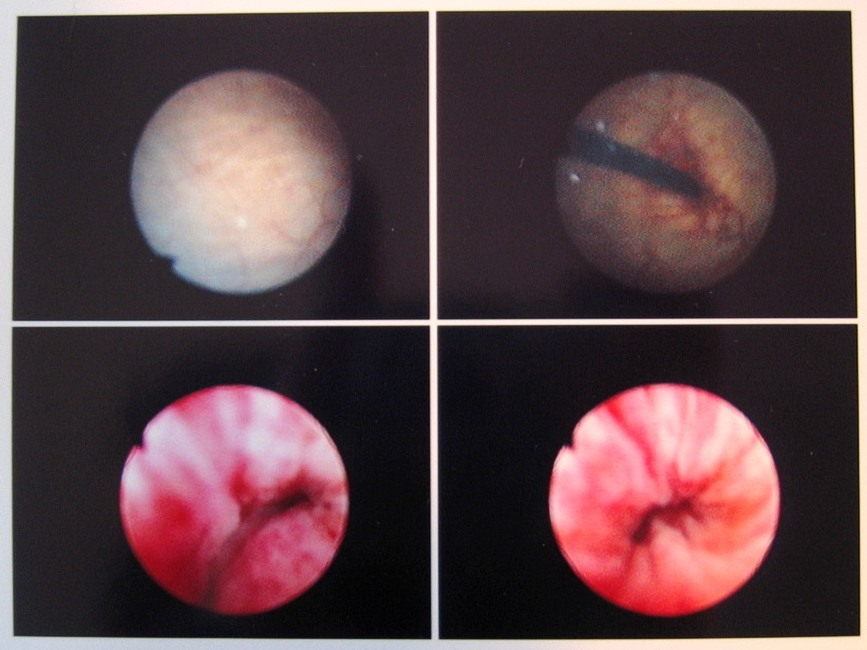
Cystoscopie (en haut, à g., paroi de la vessie; à d., jonction urètre-vessie; en bas, urètre pathologique)

La chirurgie endoscopique de l'urètre, appelée aussi urétrotomie, se pratique par voie endoscopique à travers le canal urétral, sous anesthésie loco-régionale (rachianesthésie) ou sous anesthésie générale. Elle consiste à introduire dans le canal un appareil appelé endoscope. Quand la sténose est localisée, un urétrotome (parfois au laser) est introduit dans l’endoscope, et la sténose de l’urètre est incisée de manière longitudinale. Au retour, une sonde vésicale est mise en place jusqu'à cicatrisation. Le traitement post-opératoire consiste en une série de dilatations urétrales (une sonde est insérée régulièrement dans l'urètre pour éviter un nouveau rétrécissement), réalisées à domicile par du personnel infirmier. 
Le canal urinaire est ainsi élargi, avec l’objectif d’une amélioration de la qualité de la vidange vésicale. Cette technique a pour avantage d’éviter le traitement chirurgical par voie ouverte et elle réduit le temps d'hospitalisation (ici, 1 à 3 jours); elle a pour inconvénient d’exposer au risque de récidive. 

## Neuro-endoscopie
Pour le diagnostic et le traitement de pathologies, la neuro-endoscopie est une procédure chirurgicale durant laquelle on introduit dans la tête du patient un endoscope couplé à un système de neuro-navigation assistée par ordinateur. Cette procédure permet au chirurgien d'avoir un champ de vision sur sa zone de travail lors d'interventions neurochirurgicales.

## Arthroscopie

### Indications
Initialement réservée au genou (lésions du ménisque, en particulier), cette technique d'examen et d'opération s'applique désormais à d'autres articulations : épaule, cheville, hanche, et plus récemment grâce à la miniaturisation, coude, poignet.

### Technique
Une ouverture minime de l'articulation est effectuée sous anesthésie loco-régionale. Le chirurgien introduit un tube rigide (arthroscope) muni d'appareils d'optique dans la cavité articulaire préalablement remplie du liquide. Il pratique d'autre incisions d'un demi centimètre environ pour faire pénétrer divers instruments (palpateur, pince coupante, ciseaux, couteau rotatoire électrique, minifraise…). La caméra branchée sur les appareils d'optique permet de projeter l'articulation sur écran et ainsi de visualiser l'intervention. Un corps étranger articulaire peut être ôté ; un cartilage endommagé, remodelé ; un ménisque recousu ou enlevé ; des ligaments peuvent être recréés.